# Liga Provincial de Fútbol de Lima 1954
La Liga Provincial de Fútbol de Lima 1954, la 20ª edición del torneo, fue jugada por catorce equipos y organizada por la Asociación Central de Fútbol. 
El campeó del torneo, Unión América, clasificó a la Liguilla de Promoción 1954 y logró el ascenso a la Segunda División Peruana 1955 al ganarle al campeón de la Liga Provincial de Fútbol del Callao, Chim Pum Callao.
En esta edición la Federación Peruana de Fútbol volvió a permitir los descensos y ascensos entre la Segunda División y las Ligas Provinciales de Lima y Callao (no permitidas desde 1951).

## Formato
El torneo se jugó a una sola rueda y se otorgaba tres puntos por partido ganado, dos puntos por partido empatado y un punto por partido perdido.
G: 3, E: 2, P: 1, walkover: 0.
- Los resultados de una liga de equipos de reserva se han añadido como puntos de bonificación.

## Tabla de posiciones
| Pos. | Club                        | PJ | PG | PE | PP | GF | GC | DG  | PTS | RESV. | TOTAL  |
| ---- | --------------------------- | -- | -- | -- | -- | -- | -- | --- | --- | ----- | ------ |
| 1    | Unión América               | 13 | 10 | 1  | 2  | 40 | 12 | +28 | 34  | 4.625 | 38.625 |
| 2    | Mariscal Castilla           | 13 | 7  | 4  | 2  | 27 | 14 | +13 | 31  | 4.875 | 35.875 |
| 3    | Estudiantes San Roberto     | 13 | 6  | 2  | 5  | 23 | 17 | +6  | 27  | 5.5   | 32.5   |
| 4    | Atlético Libertad           | 13 | 6  | 3  | 4  | 30 | 19 | +11 | 28  | 4.25  | 32.25  |
| 5    | Defensor Lima               | 13 | 6  | 3  | 4  | 21 | 15 | +6  | 28  | 4.25  | 32.25  |
| 6    | Atlético Peruano            | 13 | 8  | 0  | 5  | 27 | 21 | +6  | 29  | 2.375 | 31.375 |
| 7    | Combinado Rímac             | 13 | 4  | 3  | 6  | 21 | 26 | -5  | 24  | 4.5   | 28.5   |
| 8    | Juventud Soledad            | 13 | 4  | 3  | 6  | 15 | 26 | -11 | 24  | 3.625 | 27.625 |
| 9    | Ciclista Alianza Miraflores | 13 | 4  | 4  | 5  | 16 | 17 | -1  | 25  | 2.5   | 27.5   |
| 10   | Deportivo Olivos            | 13 | 4  | 3  | 6  | 22 | 28 | -6  | 24  | 3.25  | 27.25  |
| 11   | Miguel Grau                 | 13 | 5  | 2  | 6  | 18 | 27 | -9  | 25  | 1.625 | 26.625 |
| 12   | Sport Huáscar               | 13 | 3  | 3  | 7  | 18 | 25 | -7  | 22  | 3.875 | 25.875 |
| 13   | Pedro Icochea               | 13 | 3  | 2  | 8  | 17 | 28 | -11 | 21  | 4.375 | 25.375 |
| 14   | Lloque Yupanqui             | 13 | 3  | 3  | 7  | 11 | 31 | -20 | 22  | 3     | 25     |

|  | Campeón y clasificó a la Liguilla de Promoción 1954 |
| Perú                    |
| Campeón                 |
| Unión América 3º título |